# 香港港安醫院—司徒拔道
香港港安醫院－司徒拔道是香港一間基督复临安息日会主辦的非牟利綜合醫院，位於香港島灣仔區半山區司徒拔道40號，由王歐陽（香港）有限公司設計，乃香港首批圓形建築物。醫院有病床125張，設有一站式醫療服務，其中包括：24小時急症服務、內科、外科、心臟中心、骨科、婦產科、兒科、耳鼻喉科、身體檢查、腎科、皮膚科、電腦掃描、機械臂及微創手術中心等等，附設普通科及專科駐院醫生服務。於2018年成為首間香港私家醫院設有biplane 雙向造影系統配備的心導管檢查及介入治療手術中心，提升中心至歐美手術室水平。提供24小時緊急「通波仔」服務，搶救心肌梗塞患者。

## 歷史
在二十世紀六十年代，來自美國的基督復臨安息日會传教士米勒耳醫生，計劃在港興建一所醫院。他的構想得到兩位教士羅威牧師（Pastor Ezra Longway）和米倫耳牧師（Pastor Robert Milne）的大力支持，並向政府申請現址作為興建醫院之用。
其時，得蒙鱷魚恤有限公司的創辦人及前主席陳俊先生，率先慷慨捐出一百萬元，之後各界亦紛紛踴躍捐助，米勒耳醫生興建醫院的心願終得以達成。
香港港安醫院 – 司徒拔道擁有國際級認證，其中包括：Australian Council on Healthcare Standards（ACHS）、健康促進醫院（HPH）、香港實驗所認可計劃（HOKLAS）、ISO 22000食品安全管理體系。

### 重建計劃
司徒拔道的港安醫院，日前就重建計劃向城規會申請放寬建築物高度限制。根據擬議的重建方案，計劃包括三座大樓及一座升降機大樓，較現有的兩座大樓為多。當中分別樓高16層及15層的A座及B座大樓，會位於現時港安大廈及停車場的位置，而用作醫療用途的空間將集中於B座大樓。至於現時主座大樓則將在重建後，建成樓高10層的C座大樓，主要包含非醫療用途及停車場等設施。重建將分為三期進行，料可提供231個床位及65個診症室，較現有125個床位增加約七成，料將於2035年落成。

## 歷任院長
- R. W. Burchard（1971-1979年）
- D. L. Dunfield（1979-1983年）
- Virgil P. Morris（1983-1989年）
- Henry P. Friesen（1989-1995年）
- Simon Tomarere（1995-2000年）
- Wong Yew Chong（2001-2005年）
- Frank Yeung（2006-2015年）
- Alex Lan（2016年-現在）

## 外部連結
- 香港私家醫院資料簡介 （页面存档备份，存于）
- 香港港安醫院–司徒拔道網站 （页面存档备份，存于）